# Deadman Wonderland
Deadman Wonderland (jap. デッドマン・ワンダーランド, Deddoman Wandārando) ist eine Mangaserie des Zeichners Kazuma Kondō und der Autorin Jinsei Kataoka, die auch die Autorin und Zeichnerin von Eureka Seven Manga ist. Das Werk ist in die Genres Science-Fiction, Action und Shōnen einzuordnen und wurde als Animeserie adaptiert.

## Inhalt
In Tokio, das durch ein Erdbeben stark zerstört wurde, lebt der Schüler Ganta Igarashi (五十嵐 丸太, Igarashi Ganta). Er ist ein Überlebender der Katastrophe, bei der dreiviertel von Tokio im Meer versank. Dennoch versuchen die Menschen ein normales Leben zu führen, sodass Ganta zusammen mit seinen Freunden die Schule besucht. Eines Tages taucht jedoch ein seltsamer, rot gekleideter Mann auf, der vor den Fenstern des Klassenraumes schwebt. Bevor sie darauf, sichtlich geschockt, überhaupt reagieren können, kommt es schon zu einer Art Explosion, die den gesamten Raum verwüstet. Als Ganta wieder zu sich kommt, findet er sich mitten in den Trümmern wieder und muss mit ansehen, wie der Angreifer den Kopf seiner besten Schulfreundin als Trophäe mit sich herumträgt. Er wird jedoch schnell bemerkt. Sich selbst auch schon tot sehend bekommt Ganta aber einen roten Kristall in seine Brust eingepflanzt, bevor er sein Bewusstsein verliert.
Als er in einem Krankenhaus wieder zu sich kommt, wird er sofort verhaftet, da man ihm die Schuld an den Morden gibt. Ganta, der die Welt nicht mehr versteht, muss erdulden, wie gefälschte Beweise gegen ihn eingesetzt werden und wie er schließlich zum Tode verurteilt wird. Von allen für den Täter gehalten wird er in das einem nach außen hin wie ein Vergnügungspark wirkenden privatisierten Gefängnis Deadman Wonderland gebracht, wo schließlich seine Hinrichtung stattfinden soll. Dort angekommen muss er sich zunächst mit den dortigen Regeln vertraut machen. Jeder der Insassen bekommt nämlich ein Halsband umgelegt, das sowohl seine Position ermittelt und ihn ebenso durch die Injektion von Gift töten kann.
In dem Gefängnis wird er schnell auf die rauen Sitten aufmerksam und bekommt sie auch selbst zu spüren, zumal er durch den inszenierten Vorfall auch als sehr berüchtigt gilt. Da er noch recht jung ist, ist er den anderen Insassen körperlich unterlegen und droht schnell das Opfer von Attacken zu werden, bei denen vom korrupten und sadistischen Wachpersonal niemand einschreitet. Bevor es jedoch so weit kommt, trifft er auf das merkwürdige Albino-Mädchen Shiro (シロ). Sie erinnert ihn sehr stark an seine einstige Schulfreundin, ist jedoch nur schwer einzuschätzen, da sie alles nicht wirklich ernstzunehmen scheint und es wie ein Spiel betrachtet. Sie ist sehr akrobatisch und versucht ihn gegen seine Angreifer zu verteidigen. Jedoch ist sie nicht stark genug und beide drohen zu Tode geprügelt zu werden. Unerwartet explodiert eine vom Direktor des Gefängnisses platzierte Bombe, die einen Teil des Gebäudes zum Einsturz bringt. Er hatte angeblich geplant, den zum Tode verurteilten durch einen „Unfall“ verschwinden zu lassen. Ganta, der den herunterfallenden Trümmern nicht ausweichen kann, entfesselt dabei zum ersten Mal die Kraft des Kristalls und kann damit unbewusst die Trümmerteile abhalten, bevor er abermals zusammenbricht.
In der Krankenstation des Gefängnisses erwachend trifft er erneut auf Yō Takami (鷹見 羊, Takami Yō), der direkt nach seiner Ankunft von der weiblichen Hauptwache Makina (マキナ, Makina) mit einem Schwert verletzt wurde. Von ihm erfährt Ganta mehr über die Regeln des Gefängnisses. Das Halsband der Insassen ist nämlich so konzipiert, dass es jeden automatisch tötet, der nicht innerhalb von drei Tagen eine „Süßigkeit“ (meistens als „Candy“ bezeichnet) zu sich nimmt, die er durch genügend Punkte kaufen kann, die er bei einem der makaberen Spiele gewinnen kann. Da Ganta schon seit zwei Tagen keine Süßigkeit zu sich genommen hat, sieht er sich gezwungen an einem Spiel namens Dog Race teilzunehmen. Noch während der Vorbereitungen muss er die unfreiwillige Bekanntschaft mit Kazumasi Kōzuma machen, der sich neben vielen anderen ebenfalls anschickt das Rennen zu gewinnen. Jedoch ist dem groß gewachsenen Kämpfer jedes Mittel recht sich bereits im Vorfeld mögliche Konkurrenz aus dem Weg zu schaffen. Zu Gantas Glück taucht Makina rechtzeitig auf, um das Rennen zu eröffnen, an dem ebenfalls Shiro teilnimmt, während Yō von Kazumasi bereits so verwundet wurde, dass er abtransportiert wird.
Das Rennen selbst ist ein Hindernislauf, der vor öffentlichem Publikum zur Erheiterung aufgeführt wird. Jedoch wird das Publikum in dem Glauben gelassen, dass alles nur gestellt ist. In Wirklichkeit sind die dort auf sie lauernden Fallen scharf und haben schnell den Tod vieler Teilnehmer zur Folge, die sich nicht einmal davor drücken können, da sie sonst vom Wachpersonal erschossen werden. Darüber hinaus kennt das Spiel nur einen Gewinner, sodass ein Wettkampf zwischen Kazumasi, dem jedes Mittel recht ist, und Ganta entsteht. Bei diesem macht sich Ganta sowohl die Umgebung zunutze und bekommt ebenfalls Hilfe von Shiro, die dabei jedes Risiko in Kauf nimmt. Zum Ende des Spiels wird Ganta erneut von Shiro gerettet, sodass er den Preis für sich sichern könnte. Jedoch verzichtet er darauf, als er sich zwischen dem Leben von Shiro und dem Sieg entscheiden muss.

## Charaktere
Ganta Igarashi 
Ganta Igarashi ist der Protagonist der Serie. Nach der Explosion im Klassenraum seiner Schule ist er der einzige Überlebende und wird durch falsche Beweise zum Tode im Deadman Wonderland verurteilt. Im Gefängnis trifft er auf Shiro, die ihn schon länger kennt und sich direkt mit ihm anfreundet. Dabei rettet sie ihm mehrmals das Leben bei den Spielen. Er lernt im Laufe der Geschichte die Kraft hinter den Sündenzweigen kennen und hat sich geschworen, den "roten Mann", der für den Tod seiner Freunde und Mitschüler verantwortlich ist, zur Rechenschaft zu ziehen.
 Shiro 
Shiro ist ein Albino-Mädchen, hat eine sehr hyperaktive Persönlichkeit und nascht gerne. Obgleich sie Ganta sehr gut zu kennen scheint, kann er sich nicht an sie erinnern, und auch sonst scheint ihre Existenz den Autoritäten von Deadman Wonderland gar nicht bekannt zu sein, weshalb sie sich relativ frei auf dem Gelände bewegen kann. Sie legt Sportlichkeit an den Tag und ist viel stärker als es zu annehmen ist, da sie Ganta mehrere Male rettet. Jedoch scheint Shiro Geheimnisse zu haben die in Verbindung mit Ganta's Vergangenheit lagen.
 Makina 
Makina ist die oberste Gefängniswärterin von Deadman Wonderland. Sie ist erpicht darauf, dass im Gefängnis Ordnung herrscht, und drückt dies durch ihre dominante Persönlichkeit aus. Sie sieht sich selbst als absolute Machtperson über Deadman Wonderland, und erachtet daher ihre ordnungsorientierten Interessen als über den Interessen des zwielichtigen Eigentümer des Gefängnisses, Tamaki, obgleich ihr viele Geheimnisse über Deadman Wonderland gar nicht erst bekannt zu sein scheinen. Weiterhin ist Makina sich ihrer Attraktivität bewusst und geht damit gegenüber den Insassen sehr trocken um.
 Tamaki 
Tamaki ist der geheimnisvolle Eigentümer von Deadman Wonderland. Er hat sich als Gantas Verteidiger ausgegeben und Beweise gefälscht, um die Verurteilung Gantas zum Tode in seinem Gefängnis zu erwirken, und verfolgt mit ihm und anderen Nutzern des Sündenzweigs eigene Pläne, dessen Geheimhaltung zur Unzufriedenheit seitens Makina beiträgt. Er ist vernarrt in Spielzeug und hat sadistische Charakterzüge.
 Senji 
Senji ist wie Ganta ein Träger des Sündenzweigs, und hat dazu sehr theatralische Charakterzüge, so wie die schwäche gegenüber weiblichen Charakteren. Trotz des Kampfes mit Ganta freundet er sich mit diesem an und möchte ihm bei seinem Gefängnisaufenthalt zur Seite stehen.
 Yō Takami 
Yō ist Gantas Zellengenosse, und obgleich er sich gegenüber ihm freundlich und hilfsbereit verhält, nutzt er Ganta für seine eigenen Pläne, welche hauptsächlich auf die Rettung seiner Schwester Minatsuki hinaus zu laufen bestimmt sind.
Minatsuki Takami
Minatsuki ist Yōs kleine Schwester, und ebenfalls ein Sündenzweig-Nutzer. Ihre Mutter hat sie beim großen Erdbeben zurückgelassen, was als Kindheitstrauma bei Minatsuki übriggeblieben ist. Sie scheint eine gespaltene Persönlichkeit zu haben, die zwischen kindlich-unschuldig und vulgär-sadistisch wechselt, je nachdem in welcher Situation sie sich befindet. Sie nennt Primeln als ihre Lieblingsblumen.

## Veröffentlichung
Der Manga erscheint seit 2007 in Japan im Manga-Magazin Shōnen Ace des Verlags Kadokawa Shoten. Die Serie endete in der September-Ausgabe des Magazins, die am 26. Juli 2013 erschien. Die Kapitel wurden auch in 13 Sammelbänden veröffentlicht. Die Bände des Mangas verkauften sich in Japan jeweils über 100.000 mal.
Kadokawa Media veröffentlicht auch eine chinesische Fassung der Serie in Taiwan, eine französische erscheint bei Kana, eine englische bei Tokyopop. In den USA gelangte der dritte Band auf die Manga-Bestsellerliste der New York Times. Seit April 2011 erschien eine deutsche Übersetzung bei Tokyopop, wobei zwei Bände der japanischen Ausgabe jeweils zu einem Band zusammengefasst wurden, wie es auch schon bei Elfen Lied der Fall war. Ausnahme bildete der letzte Band aufgrund der ungeraden Anzahl der Bände. Er wurde im Jahr 2014 bei Tokyopop veröffentlicht.

## Anime
Das Studio Manglobe produzierte eine zwölfteilige Animeserie auf Grundlage des Mangas. Regie führte Koichi Hatsumi, das Charakterdesign entwarf Masaki Yamada und die künstlerische Leitung hatte Michie Watanabe inne. Für das Mecha-Design war Takayuki Yanase verantwortlich. Die Erstausstrahlung der Serie begann in der Nacht des 17. April 2011 (und damit am vorherigen Fernsehtag) auf TV Kanagawa und erfolgte bis 3. Juli 2011. Binnen einer Woche folgten auch die Sender Gifu Hōsō, TVQ Kyūshū, Sun Television, TV Saitama, Tokyo MX, Mie TV, Chiba TV, sowie landesweit per Satellit über BS Nippon. In Deutschland veröffentlichte Nipponart im März 2014 Deadman Wonderland auf 3DVDs+OVA.
Darüber hinaus wird die Serie als Simulcast, d. h. als Stream über Crunchyroll in Amerika, Afrika, dem Nahen Osten und einigen Ländern Europas mit englischen Untertiteln angeboten. Eine deutsche Synchronfassung erschien bei Nipponart auf DVD und Blu-ray am 25. April 2014. Der Free-TV-Sender ProSieben Maxx strahlte die Serie vom 1. Oktober bis zum 17. Dezember 2014 wöchentlich im Nachtprogramm aus.

### Synchronisation
| Rolle                          | Japanischer Sprecher (Seiyū) | Deutscher Sprecher  |
| ------------------------------ | ---------------------------- | ------------------- |
| Ganta Igarashi / Woodpecker    | Romi Park                    | Maximilian Belle    |
| Shiro                          | Kana Hanazawa                | Rieke Werner        |
| Tsunenaga Tamaki               | Junichi Suwabe               | Frank Röth          |
| Makina                         | Takako Honda                 | Dana Geissler       |
| Kiyomasa Senji / Crow          | Masayuki Katou               | Stefan Günther      |
| Yō Takami                      | Yūki Kaji                    | Dirk Meyer          |
| Minatsuki Takami / Hummingbird | Iori Nomizu                  | Katharina Iacobescu |
| Karako Koshio                  | Kumiko Ito                   | Ilena Gwisdalla     |

### Unterschiede zwischen Manga und Anime
- Im Anime wird Minatsuki beim Erdbeben von einem Blumenregal begraben, doch statt ihre Tochter zu retten, greift sich die Mutter einen Blumentopf und rennt davon. Im Manga erfährt man, dass ihre Mutter tot in den Trümmern gefunden wurde, und Minatsuki erwähnt im Kampf gegen Ganta, dass ihre Mutter sich während des Erdbebens von ihrer Hand losgerissen hatte um sich selbst zu retten (was wenig später auch in einer Rückblende dargestellt wird), worauf Minatsuki sie dann aus Wut mit ihren Sündenzweig-Kräften erschlagen hat.

### Musik
Die Musik zur Serie komponierte Narasaki. Das Vorspannlied One Reason stammt von fade, für den Abspann verwendete man den Titel Shiny Shiny von Nirgilis.